# Europese kampioenschappen veldlopen 2012
De 19e editie van de Europese kampioenschappen veldlopen vond op 9 december 2012 plaats in het Hongaarse Szentendre.

## Uitslagen

### Mannen Senioren
| Plaats | Atleet              | Land                | Tijd (min.s) |
| ------ | ------------------- | ------------------- | ------------ |
|        | Andrea Lalli        | Italië              | 30.01        |
|        | Hassan Chahdi       | Frankrijk           | 30.11        |
|        | Daniele Meucci      | Italië              | 30.13        |
| 4      | Tom Farrell         | Verenigd Koninkrijk | 30.14        |
| 5      | Carles Castillejo   | Spanje              | 30.14        |
| 6      | Ayad Lamdassem      | Spanje              | 30.14        |
| 7      | Polat Kemboi Arıkan | Turkije             | 30.21        |
| 8      | Javier Guerra       | Spanje              | 30.22        |
| 9      | Bashir Abdi         | België              | 30.26        |
| 10     | Steve Vernon        | Verenigd Koninkrijk | 30.28        |

| Rank | Team                                                                                            | Points |
| ---- | ----------------------------------------------------------------------------------------------- | ------ |
|      | Spanje Carles Castillejo Ayad Lamdassem Javier Guerra Juan Carlos Higuero Antonio Dávid Jiménez | 35     |
|      | Verenigd Koninkrijk Tom Farrell Steve Vernon Jonathan Taylor Andy Vernon Tom Humphries          | 38     |
|      | ITA Andrea Lalli Daniele Meucci Gabriele De Nard Patrick Nasti Alex Baldaccini                  | 63     |

### Vrouwen Senioren
| Plaats | Atleet            | Land                | Tijd (min.s) |
| ------ | ----------------- | ------------------- | ------------ |
|        | Fionnuala Britton | Ierland             | 27.45        |
|        | Ana Dulce Félix   | Portugal            | 27.47        |
|        | Adriënne Herzog   | Nederland           | 27.48        |
| 4      | Almensh Belete    | België              | 27.54        |
| 5      | Laurane Picoche   | Frankrijk           | 27.55        |
| 6      | Sophie Duarte     | Frankrijk           | 27.55        |
| 7      | Nadia Ejjafini    | Italië              | 27.59        |
| 8      | Linda Byrne       | IRL                 | 28.17        |
| 9      | Lisa Stublić      | Kroatië             | 28.18        |
| 10     | Diana Martín      | Spanje              | 28.19        |
| 11     | Louise Damen      | Verenigd Koninkrijk | 28.22        |
| 12     | Sara Moreira      | Portugal            | 28.26        |

| Plaats | Land                                                                                      | Punten |
| ------ | ----------------------------------------------------------------------------------------- | ------ |
|        | Ierland Fionnuala Britton Linda Byrne Ava Hutchinson Lizzie Lee Sarah McCormack           | 52     |
|        | Frankrijk Laurane Picoche Sophie Duarte Christine Bardelle Magali Bernard Maryline Pellen | 52     |
|        | Verenigd Koninkrijk Louise Damen Caryl Jones Rosie Smith Elle Baker Katrina Wootton       | 60     |

### Mannen onder 23
| Plaats | Atleet                 | Land                | Tijd (min.s) |
| ------ | ---------------------- | ------------------- | ------------ |
|        | Henrik Ingebrigtsen    | Noorwegen           | 24.30        |
|        | Soufiane Bouchikhi     | België              | 24.40        |
|        | James Wilkinson        | Verenigd Koninkrijk | 24.43        |
| 4      | Jesper van der Wielen  | Nederland           | 24.46        |
| 5      | Romain Collenot-Spiret | Frankrijk           | 24.50        |
| 6      | Antonio Abadía         | Spanje              | 24.57        |
| 7      | Abdelaziz Merzougui    | Spanje              | 24.57        |
| 8      | Hayle İbrahimov        | Azerbeidzjan        | 24.59        |
| 9      | Ørjan Grønnevig        | Noorwegen           | 25.00        |
| 10     | Simon Denissel         | Frankrijk           | 25.02        |
| 11     | Abdi Hakin Ulad        | Denemarken          | 25.04        |
| 12     | Lars Erik Malde        | Noorwegen           | 25.05        |

| Plaats | Land                                                                                           | Punten |
| ------ | ---------------------------------------------------------------------------------------------- | ------ |
|        | Frankrijk Romain Collenot-Spiret Simon Denissel Michael Gras Matthieu Lonjou Tanguy Pepiot     | 50     |
|        | Spanje Antonio Abadía Abdelaziz Merzougui Roberto Alaiz Aitor Fernández Gabriel Navarro        | 59     |
|        | Verenigd Koninkrijk James Wilkinson Andrew Heyes Simon Horsfield Dewi Griffiths Scott McDonald | 80     |

### Vrouwen onder 23
| Plaats | Atleet                | Land                | Tijd (min.s) |
| ------ | --------------------- | ------------------- | ------------ |
|        | Jess Coulson          | Verenigd Koninkrijk | 20.40        |
|        | Lyudmila Lebedeva     | Rusland             | 20.49        |
|        | Clémence Calvin       | Frankrijk           | 20.52        |
| 4      | Gulshat Fazlitdinova  | Rusland             | 20.52        |
| 5      | Lauren Howarth        | Verenigd Koninkrijk | 20.56        |
| 6      | Corinna Harrer        | Duitsland           | 21.04        |
| 7      | Carla Salomé Rocha    | Portugal            | 21.05        |
| 8      | Yekaterina Matyunina  | Rusland             | 21.07        |
| 9      | Viktoriya Pohoryelska | Oekraïne            | 21.08        |
| 10     | Catarina Ribeiro      | Portugal            | 21.20        |
| 11     | Layes Abdullayeva     | Azerbeidzjan        | 21.23        |
| 12     | Hannah Walker         | Verenigd Koninkrijk | 21.27        |

| Plaats | Land | Punten |
| ------ | --- | ------ |
|        | Rusland Lyudmila Lebedeva Gulshat Fazlitdinova Yekaterina Matyunina Yelena Sedova                        | 27     |
|        | Verenigd Koninkrijk Jess Coulson Lauren Howarth Hannah Walker Lily Partridge Beth Potter Hannah Alderson | 33     |
|        | Duitsland Corinna Harrer Jana Sussmann Melanie Stemper Domenika Weiss Jannika John                       | 86     |

### Mannen Junioren
| Plaats | Atleet               | Land                | Tijd (min.s) |
| ------ | -------------------- | ------------------- | ------------ |
|        | Szymon Kulka         | Polen               | 18.43        |
|        | Mitko Tsenov         | Bulgarije           | 18.47        |
|        | Kieran Clements      | Verenigd Koninkrijk | 18.57        |
| 4      | Ferdinand Kvan Edman | Noorwegen           | 18.59        |
| 5      | Djilali Bedrani      | Frankrijk           | 18.59        |
| 6      | Isaac Kimeli         | België              | 19.00        |
| 7      | Alexandre Saddedine  | Frankrijk           | 19.00        |
| 8      | Dino Bošnjak         | Kroatië             | 19.01        |
| 9      | Charlie Grice        | Verenigd Koninkrijk | 19..02       |
| 10     | Viktor Bakharev      | Rusland             | 19.03        |
| 11     | Mikhail Strelkov     | Rusland             | 19.04        |
| 12     | Johannes Motschmann  | Duitsland           | 19.10        |

| Plaats | Land | Punten |
| ------ | --- | ------ |
|        | Rusland Viktor Bakharev Mikhail Strelkov Nikita Vysotskiy Rudolf Petrukhin Ivan Panferov Aleksandr Novikov | 50     |
|        | Frankrijk Djilali Bedrani Alexandre Saddedine Emmanuel Roudolff Levisse Hamza Habjaoui Félix Bour          | 51     |
|        | Verenigd Koninkrijk Kieran Clements Charlie Grice Ian Bailey Charlie Hulson Luke Traynor                   | 54     |

### Vrouwen Junioren
| Plaats | Atleet             | Land                | Tijd (min.s) |
| ------ | ------------------ | ------------------- | ------------ |
|        | Amela Terzić       | Servië              | 13.29        |
|        | Emelia Gorecka     | Verenigd Koninkrijk | 13.37        |
|        | Maya Rehberg       | Duitsland           | 13.43        |
| 4      | Maruša Mišmaš      | Slovenië            | 13.44        |
| 5      | Annabel Mason      | Verenigd Koninkrijk | 13.47        |
| 6      | Ummuhani Karacadir | Turkije             | 13.54        |
| 7      | Mariya Hodakyvska  | Oekraïne            | 14.00        |
| 8      | Jenny Walsh        | Verenigd Koninkrijk | 14.01        |
| 9      | Monica Florea      | Roemenië            | 14.04        |
| 10     | Yevdokiya Bukina   | Rusland             | 14.05        |
| 11     | Luiza Litvinova    | Rusland             | 14.07        |
| 12     | Liv Westphal       | Frankrijk           | 14.08        |

| Plaats | Land                                                                                               | Punten |
| ------ | -------------------------------------------------------------------------------------------------- | ------ |
|        | Verenigd Koninkrijk Emelia Gorecka Annabel Mason Jenny Walsh Jessica Judd Alex Clay Rhona Auckland | 28     |
|        | Duitsland Maya Rehberg Anna Gehring Caterina Granz Johanna Schulz Lisa Ziegler Laura Clart         | 106    |
|        | Rusland Yevdokiya Bukina Luiza Litvinova Zulfira Fazlitdinova Alena Shukhtuyeva                    | 111    |